# Marie Alexandrine Otheline Caroline van Bylandt

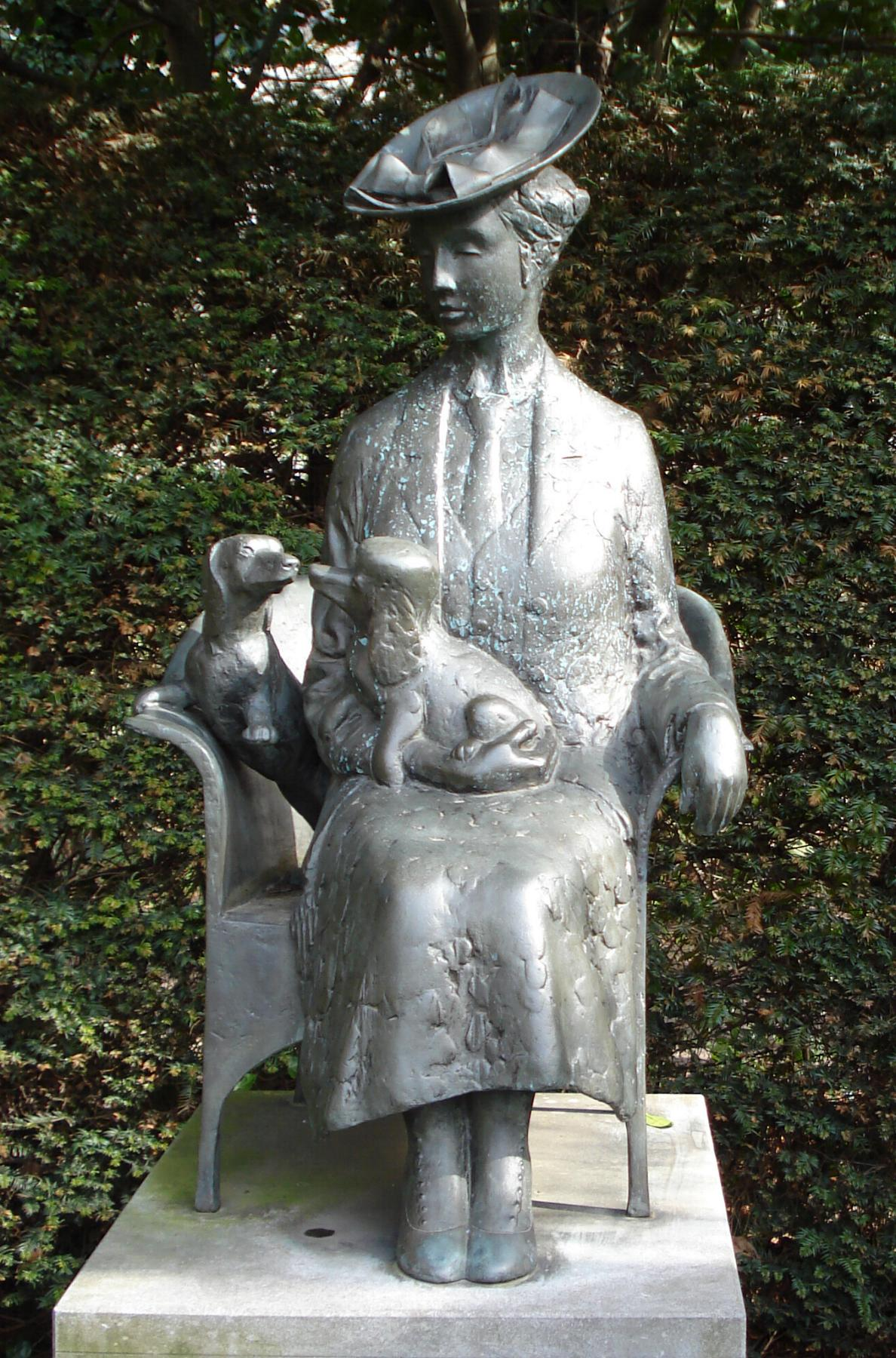
Marie van Bylandt, sculptuur van Evert den Hartog in park Oostduin

Marie Alexandrine Otheline Caroline gravin van Bylandt (Den Haag, 17 april 1874 – aldaar, 9 augustus 1968) was de grondlegster van de M.A.O.C. gravin van Bylandt Stichting.

## Biografie
Van Bylandt was lid van de familie Van Bylandt, dochter van politicus Carel Jan Emilius graaf van Bylandt (1840-1902) en jonkvrouwe Sophie Alexandrine van der Staal van Piershil (1849-1891), lid van de familie Van der Staal. Na het overlijden van haar moeder in 1891 maakte zij met haar vader een reis door Europa, waarna ze in 1892 terugkeerden in Den Haag. In 1902 kreeg ze het beheer over de nalatenschap van haar overleden vader. Daarna had ze problemen met de gemeente Den Haag over in haar bezit zijnde gronden; ze woonde aan het Lange Voorhout alsook op huis Oostduin, sinds 1845 onderdeel van het landgoed Arendsdorp. In de Tweede Wereldoorlog verhuisde ze naar kasteel Warmelo, daarna naar Laren. Later verhuisde ze opnieuw naar Oostduin waar ze in 1968 overleed. Ze legateerde haar vermogen aan de door haar in 1964 opgerichte M.A.O.C. gravin van Bylandt Stichting. Deze stichting doet uitkeringen aan rechtspersonen die zich inzetten voor het algemeen belang van mens en dier. Daarnaast is er de Stichting Maria-Fonds, die steun verleent aan instellingen die zich inzetten voor de belangen van ouderen.